# ينغجة (أذر شهر)
ينغجة هي قرية في مقاطعة أذر شهر، إيران. عدد سكان هذه القرية هو 2,190 في سنة 2006.